# ديارة العسق (القفر)

تعديل مصدري - تعديل

ديارة العسق محلة تابعة لقرية بني ناجي، التابعة لعزلة بني مبارز بمديرية القفر إحدى مديريات محافظة إب في الجمهورية اليمنية، بلغ تعداد سكانها 96 حسب تعداد اليمن لعام 2004.